# Eurytoma aroueti
Eurytoma aroueti är en stekelart som beskrevs av Girault 1929. Eurytoma aroueti ingår i släktet Eurytoma och familjen kragglanssteklar. Inga underarter finns listade i Catalogue of Life.